# علي الشنقيطي
علي محمد الشنقيطي مواليد 1963، هو دراج سعودي سابق، مثل السعودية في الألعاب الأولمبية الصيفية 1984 التي أقيمت في لوس أنجلوس حيث شارك في سباق الدراجات على الطريق للفردي.

## روابط خارجية
- علي الشنقيطي على موقع إحصائيات الدراجات الإحترافية (الإنجليزية)
- علي الشنقيطي على موقع أوليمبيديا (الإنجليزية)